# Old Faithful Lodge
Ne doit pas être confondu avec Old Faithful Inn.
L'Old Faithful Lodge est un lodge américain dans le comté de Teton, dans le Wyoming. Situé dans le parc national de Yellowstone, cet établissement a été dessiné par Gilbert Stanley Underwood dans le style rustique du National Park Service et est construit en 1923. C'est une propriété contributrice au district historique d'Old Faithful, un district historique inscrit au Registre national des lieux historiques depuis le 7 décembre 1982.